# Ryan Allsop
Ryan Allsop (Birmingham, Anglia, 1992. június 17. –) angol labdarúgó, aki jelenleg a Bourtnemouth-ban játszik, kapusként.

## Pályafutása
Allsop 2007-ben kötötte első ifiszerződését a West Bromwich Albion akadémiáján, majd 2010-ben megkapta első profi kontraktusát is a klubtól. A csapatnál töltött ideje alatt nyolc alkalommal az angol U17-es válogatottban is pályára lépett. 2010-ben rövid időre kölcsönvette a Stockport County, de játéklehetőséget nem kapott.
2011 májusában leigazolta a Millwall menedzsere, Kenny Jackett, de ott sem kapott lehetőséget az első csapatban. 2012 áprilisában ingyen elengedte a klub, miután csak a negyedik számú kapus volt. Ezután rövid távú szerződést kötött az izlandi Íþróttafélagið Hötturral, ahol nyolc bajnokin és két kupameccsen védett, majd 2012 júliusában hat hónapra szóló szerződést írt alá a Leyton Orienttel.
2012. augusztus 14-én, a Charlton Athletic elleni Ligakupa-meccsen az Orient első és második számú kapusa, Jamie Jones és Lee Butcher is sérült volt, így Allsop először védhetett profi mérkőzésen Angliában. A mérkőzés 1-1-gyel zárult, a büntetőpárbajban pedig Allsop kivédte Johnnie Jackson tizenegyesét, ezzel továbbjutáshoz segítve csapatát. A bajnokságban szeptember 1-jén, a Crawley Town ellen debütált, ahol csapata 1-0-s vereséget szenvedett.
2013. január 18-án a Bournemouth ingyen leigazolta Allsopot. 2014. július 4-én kölcsönben a Coventry Cityhez szerződött, ahol 27 bajnoki mérkőzésen állt a kapuban. 2015. november 29-én léphetett először pályára a Premier League-ben a Bournemouth színeiben, amikor az Everton elleni 3-3-as meccsen a félidőben csereként beállt.
2016. február 1-jén a negyedosztályban szereplő Wycombe Wanderers a szezon végéig kölcsönvette. Összesen 17 bajnokin kapott lehetőséget. 2016. május 12-én a Portsmouth hét napra kölcsönvette, a Plymouth Argyle elleni rájátszás elődöntő első mérkőzésének idejére.

## Külső hivatkozások
- Ryan Allsop pályafutásának statisztikái a Soccerbase oldalon (angolul)